# حمید دامغانی
حمید دامغانی سرتیپ دوم سپاه پاسداران انقلاب اسلامی است، که هم‌اکنون فرماندهی سپاه قدس گیلان را برعهده دارد.
وی از ۱۳۹۱ تا ۱۳۹۳ مسئول كانون جوانان بسيج شاهرود بود، از ۱۳۹۳ تا ۱۳۹۶ به‌عنوان فرمانده سپاه شهرستان شاهرود (فرمانده بسیج ناحیه شاهرود) فعالیت می‌کرد، از ۱۳۹۶ تا ۱۳۹۷ معاون هماهنگ‌کننده سپاه سیدالشهدا استان تهران بود، در فاصله سال‌های ۱۳۹۷ تا ۱۴۰۲ فرماندهی سپاه قائم آل محمد سمنان را برعهده داشت و از مهرماه ۱۴۰۲ فرمانده سپاه قدس گیلان است. دامغانی در سال ۱۳۹۸ درجه سرتیپ‌دومی دریافت کرد.